# 権限
権限（けんげん、英語: Authority）とは、ある事柄についての権利を指す。行政法では国および公共団体の機関が、その取扱う事務につき地域的・内容的・属人的に限界付けられている範囲をいう。民法では代理の範囲を指すことが多い。

## 行政法

### 権限の委任
権限の委任は、行政庁が、権限の一部を他の機関に委譲し行使させるので、権限の所在は委任庁から受任機関に移り、委任した行政庁はその権限を失い、受任機関が自己の名において権限を行使する。
上級の行政庁は、下級の行政庁に委任した場合でも、下級の行政庁を指揮監督できる。 
法令の根拠が必要であり、その権限の一部に限って行うことができる。
（例１）地方自治法（第153条、第167条、第171条）により、市町村長や都道府県知事は、副市長村長、副知事、福祉事務所長、教育委員会、建設事務所長、支庁長、会計管理者などの同じ地方公共団体の他の行政庁や自身の補助機関（一般の職員）に、権限を委任できる。
（例２）地方教育行政の組織及び運営に関する法律（第25条）により、教育委員会は、教育長、教育委員会事務局の職員、所管する学校の職員、博物館等の職員に、権限を委任できる。
（解説）これらの場合、委任をした市長村長や都道府県知事、教育委員会はその権限を失い、受任者は自らの名前と責任を事務を執行する。受任者が行政処分を行う場合は自己の名で処分を行うこととなり、自らが行政不服審査法の処分庁となる。ただし、行政不服審査法の審査庁は、処分庁に上級行政庁がいる場合は、その上級行政庁が審査庁となり、審査を行う。（行政不服審査法第4条）
（例）市長から道路法の道路管理者の権限を委任された建設事務所長（処分庁）が、道路占用許可の不許可処分（行政処分）を行った。これに対し、不許可とされた住民が、建設事務所長の上級行政庁である市長（審査庁）に対し、行政不服審査法に基づく審査請求を行い、建設事務所長の不許可処分の取消を願い出る場合。この場合でも、市長は道路管理者の権限を建設事務所長に委任している立場であり、道路管理者としての権限は有していないため、その意味ではあらかじめの口出し（不許可処分はやめなさいということなど）はできない。審査請求が起き、たまたま委任した者が自らの補助機関だったので、上司である市長が事後に審査するもの。仮に委任した者が自らの部下（補助機関）でない場合は、審査請求の審査庁とはならない

### 権限の代理
権限の所在は変更されず、権限に係る行為は代理人の名をもって行われる。授権によって代理関係が生じる授権代理と一定の法定要件事実の発生により法上当然に代理関係が生じる法定代理とがある。

#### 法定代理
行政機関の権限の全部又は一部を、他の行政機関が代わって行使する。
- 狭義の法定代理
  - 法定された代理機関が、当然に行使する代理[4][5]。
    - 地方自治法152条1項
- 指定代理
  - あらかじめ被代理機関が代理機関を指定しておく代理[4][5]。代理の指定行為は任命権に属するため、法律の根拠はなくてもよい[1]。
    - 内閣法9条
    - 地方自治法152条2項、3項

#### 授権代理
権限の一部について行われる。
- 権限が代理機関に移動しないため、法律の根拠は不要であるとする説もあるが[1]、権限分配の原則より、必要と解する説もある[要出典]。
- 授権された機関は、本来の権限を有する行政機関の名を外部に表示し、その責任においてその権限を行使する（権限行使の法的効果は、被代理機関に帰属する）[1][5]。

#### 専決・代決（内部委任）
- 専決
  - 行政機関が自己の権限の事務や行政処分について、補助機関に決裁を委ねること。法令上の根拠は必要ないが、通常は、自らの規則（地方自治法により市長が制定する規則など）で、どんな事務をどの部下に委ねるかを明記している。
  - 専決の場合の行政処分の処分庁は、専決権限を受けた補助機関の名ではなく、あくまで大臣、市町村長、都道府県知事など本来権限を有している行政機関である。このため、都道府県知事や市町村長の場合は、上級行政庁はいない（自治事務の場合）ので、行政不服審査法上の処分庁でもあり、かつ審査庁でもある。専決権限を受けた部長、課長が処分庁で、知事が審査庁になるものではない。その点でも上記の委任とは異なるものである。
  - 専決は、あくまで内部委任する者（市長、知事）の名において事務を執行するものであり、上記の委任とは異なるもの。 （例）町長が、５０万円以下の支出命令の権限を、部下である課長に専決権限を与えた場合は、課長は、町長の名において支出命令できる権限を有しているのみであり、課長自らが権限を委任されたものではない。「少額のものはやりきれないので、判断を君に委ねよう。ただし、対外的にはあくまで私（町長）が行ったものであるし、当然、責任も私が取るよ」という感じである。
- 代決
  - 専決する者が不在のとき代わって行うこと。

### 権限の監督
- 監督
- 許認可
- 指揮命令
- 取消・停止

## 民法
- 不在者の財産の管理人の権限（b:民法第25条）
- 代理人がその権限（b:民法第99条）